# Arnold Lignitz
Arnold Lignitz, nemški častnik, vojaški pilot in letalski as, * 25. marec 1913, Insterburg, † umrl v ujetništvu ?

## Življenjepis
Arnold Lignitz se je rodil 25. marca 1913 v Insterburgu v Vzhodni Prusiji. Ob izbruhu druge svetovne vojne je bil dodeljen k 3./JG 20, katerega poveljnik eskadrilje (Staffelkapitän) je postal 16. januarja 1940, enoto pa je vodil skozi bitko za Francijo. Svojo prvo zračno zmago je dosegel 14. aprila 1940, ko je sestrelil lahki bombnik Bristol Blenheim angleškega RAF-a. 
31. maja je v enem dnevu nad Dunkirkom sestrelil kar tri angleške lovce Supermarine Spitfire. Med bitko za Britanijo se je 4. julija 1940 njegova enota 3./JG 20 preimenovala v 9./JG 51, Lignitz pa je ostal njen poveljnik. Nad Anglijo je na svoj račun dodal še 15 sestreljenih letal. 
1. oktobra 1940 je Lignitz postal Gruppenkommandeur III./JG 54 in napredoval v čin nadporočnika. Za 19 zračnih zmag je bil 5. novembra 1940 odlikovan z Viteškim križem. 6. aprila 1941 je na prvi dan invazije nad Balkan sestrelil svoje 20. letalo, Bristol Blenheim jugoslovanskega kraljevega vojnega letalstva. Do napada na Sovjetsko zvezo je Lignitz napredoval v čin stotnika, s III./JG 54 pa je bil tik pred operacijo Barbarossa premeščen na vzhodno fronto. Tam je do sredine septembra dosegel novih 5 zračnih zmag in svoj izkupiček povišal na 25. 
30. septembra 1941 se je Arnold Lignitz spopadel s sovjetskimi lovci Polikarpov I-153, v spopadu pa se je njegovemu Messerschmittu Bf 109 F-2 (W. Nr. 9668) odlomilo krilo, zaradi česar je bil prisiljen iz letala izskočiti. Na tleh je bil zajet in poslan v taborišče za vojne ujetnike, kjer je zbolel in po vsej verjetnosti umrl, saj se ni nikoli vrnil domov. V odsotnosti so ga povišali v čin majorja.
Arnold Lignitz je skupaj dosegel 25 zračnih zmag, od katerih jih je pet dosegel nad vzhodnim bojiščem. 

## Odlikovanja
- Viteški križ železnega križca (5. november 1940)